# Хлопуново (селище)
Хлопуно́во (рос. Хлопуново) — селище у складі Шипуновського району Алтайського краю, Росія. Входить до складу Хлопуновської сільської ради.

## Населення
Населення — 248 осіб (2010; 117 у 2002).
Національний склад (станом на 2002 рік):
- росіяни — 97 %